# الکسیوکا (شهرستان بلاگووارسکی، باشقیرستان)
الکسیوکا (انگلیسی: Alexeyevka, Blagovarsky District, Republic of Bashkortostan) یک شهرک در شهرستان بلاگووارسکی باشقیرستان کشور روسیه است.